# Villenave
Villenave (gaskonsko Vilanava) je naselje in občina v francoskem departmaju Landes regije Akvitanije. Naselje je leta 2009 imelo 2.360 prebivalcev.

## Geografija
Kraj leži v pokrajini Gaskonji ob reki Bez, 30 km severozahodno od Mont-de-Marsana.

## Uprava
Občina Villenave skupaj s sosednjimi občinami Bégaar, Beylongue, Boos, Carcen-Ponson, Laluque, Lesgor, Pontonx-sur-l'Adour, Rion-des-Landes, Saint-Yaguen in Tartas sestavlja kanton Tartas-zahod s sedežem v Tartasu. Kanton je sestavni del okrožja Dax.

## Zgodovina
Naselbina je bila ustanovljena kot srednjeveška bastida v 14. stoletju pod senešali Lannesa.

## Zanimivosti
- cerkev sv. Severa;